# Stenderup
Stenderup – miasto w Danii, w regionie Dania Południowa, w gminie Billund.